# Manhiça

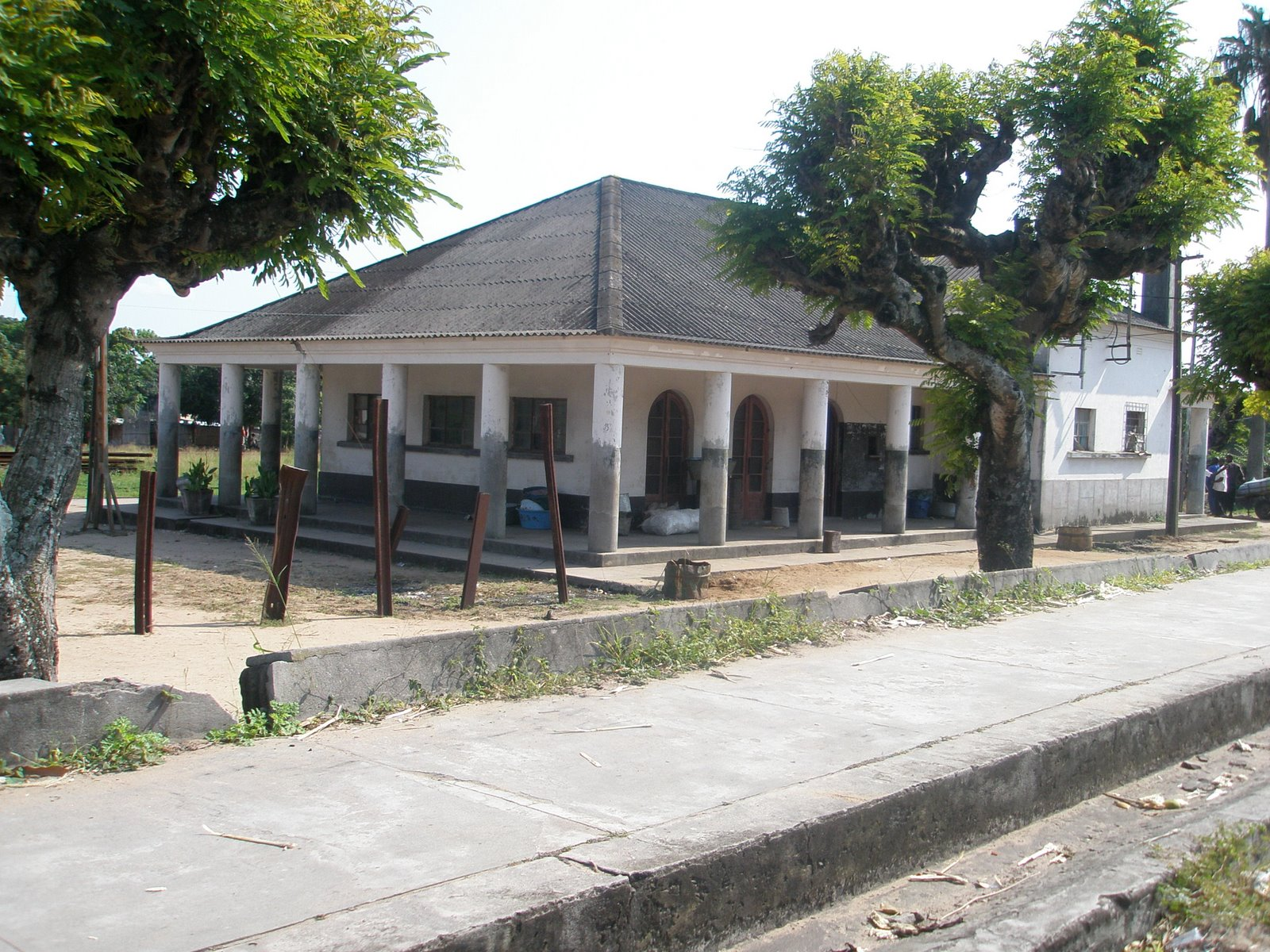
Edifício da Estação Ferroviária da Manhiça no Caminho de Ferro do Limpopo.

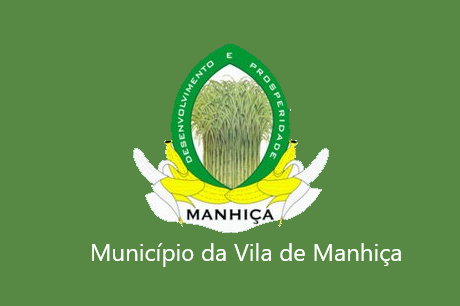
Bandeira

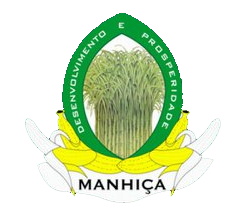
Brasão

Manhiça é uma vila e um município moçambicano, sede do distrito do mesmo nome, na província de Maputo. A vila encontra-se localizada a cerca de 70 km a norte da cidade de Maputo, na estrada nacional que liga com o norte do país e situada na margem direita do rio Incomati. O município tem uma superfície de cerca de 250 km² e uma população de 57 512 em 2007.
Manhiça foi elevada à categoria de vila a 18 de Maio de 1957 e é um município desde 1998, com um governo local eleito. 
A primeira presidente do Conselho Municipal da Manhiça foi Laura Daniel Tamele, eleita em 1998, sendo sucedida em 2003 por Alberto Chicuamba, reeleito para o cargo em 2008. Em 2013 foi eleito como presidente do Conselho Municipal da Manhiça, Luís Munguambe e reeleito em 2018. 
Os três presidentes representaram o Partido Frelimo
A vila mantém uma das principais estações ferroviárias do Caminho de Ferro do Limpopo, que a liga à Maputo, ao sul, e Chócue, ao norte.

## Ligação externa
Manhiça no Google Maps